# Willy Eliasen
Willy Reinhold Eliasen (født 25. marts 1942) var borgmester i lidt over syv år i Egedal Kommune fra 1. januar 2010 til 31. januar 2017. Han var borgmester i fem år fra januar 2002 til og med 2006 i Stenløse Kommune inden kommunalreformen.
Han er uddannet på Politiskolen og har arbejdet indenfor politiet i 37 år. Ved sin pension i 2002 fungerede han som kriminalinspektør.
Han er medlem af partiet Venstre og var partiets kandidat til at blive borgmester i den nye Egedal Kommune efter kommunalvalget 2006. Overraskende valgte partifællen Svend Kjærgaard Jensen at lave en konstituering uden om Willy Eliasen og fratog ham dermed borgmesterposten.
Eliasen blev i 2000 udnævnt til Ridder af Dannebrog og har fået tildelt Hæderstegn for 25 års god tjeneste i politiet.